# Aruá (aravački jezik)
Aruá jezik (aruán, Aruã), jezik Aruã Indijanaca koji se govorio na velikom otoku Marajó, na ušću Amazone u Brazilu. Poznato je svega nekoliko riječi iz ovog jezika koji se klasificira porodici aravačkih jezika. 
Posljedni Aruã Indijanac živio je na otoku 1877. a znao je svega nekoliko riječi. Ipak jedan arua riječ je preživjela i poznata je u cijelom svijetu: mata-mata, naziv za kornjaču [Chelius fimbriatus, rijetkoj vrsti kojoj danas nažalost prijeti izumiranje. Riječ je usvojena prvo od Tupi Indijanaca, a zatim je usvajaju i Portugalci, i na kraju je poznata po cijelom svijetu. Aruã su danas poznati najviše po svojoj keramici